# Đại Việt
968–1802
Entités précédentes :
- Annam (dynastie Ngô)

Entités suivantes :
- Viêt Nam (Dynastie Nguyễn)

Le Đại Việt ([ɗâjˀ vjə̀t],« le Grand Việt ») recouvre deux périodes la première de 1054 à 1400 à partir de la Dynastie Lý et encore de 1428 à 1804. En 1407, le Vietnam tomba sous le joug de la Dynastie Ming, qui dura jusqu'en 1427, ils rebaptisèrent le pays Jiaozhi. En 1428, Lê Lợi, le fondateur de la Dynastie Lê, libéra Jiaozhi et une fois que la souveraineté de l'Empire vietnamien fut restaurée, le pays reprit le nom de Đại Việt.

## Histoire
L'ancêtre du Đại Việt est le Đại Cồ Việt, royaume de 968 à 1054, mais tous deux ont constitué, l'un après l'autre, un ancien royaume d'Asie, dans le nord du Viêt Nam actuel. 
Le Đại Việt a commencé à exister à partir de 1054, il a été créé par l'Empereur Lý Thánh Tông, le troisième représentant de la dynastie des Lý, petit-fils de Lý Thái Tổ, premier représentant et fondateur de la dynastie Lý.

### Đại Cồ Việt

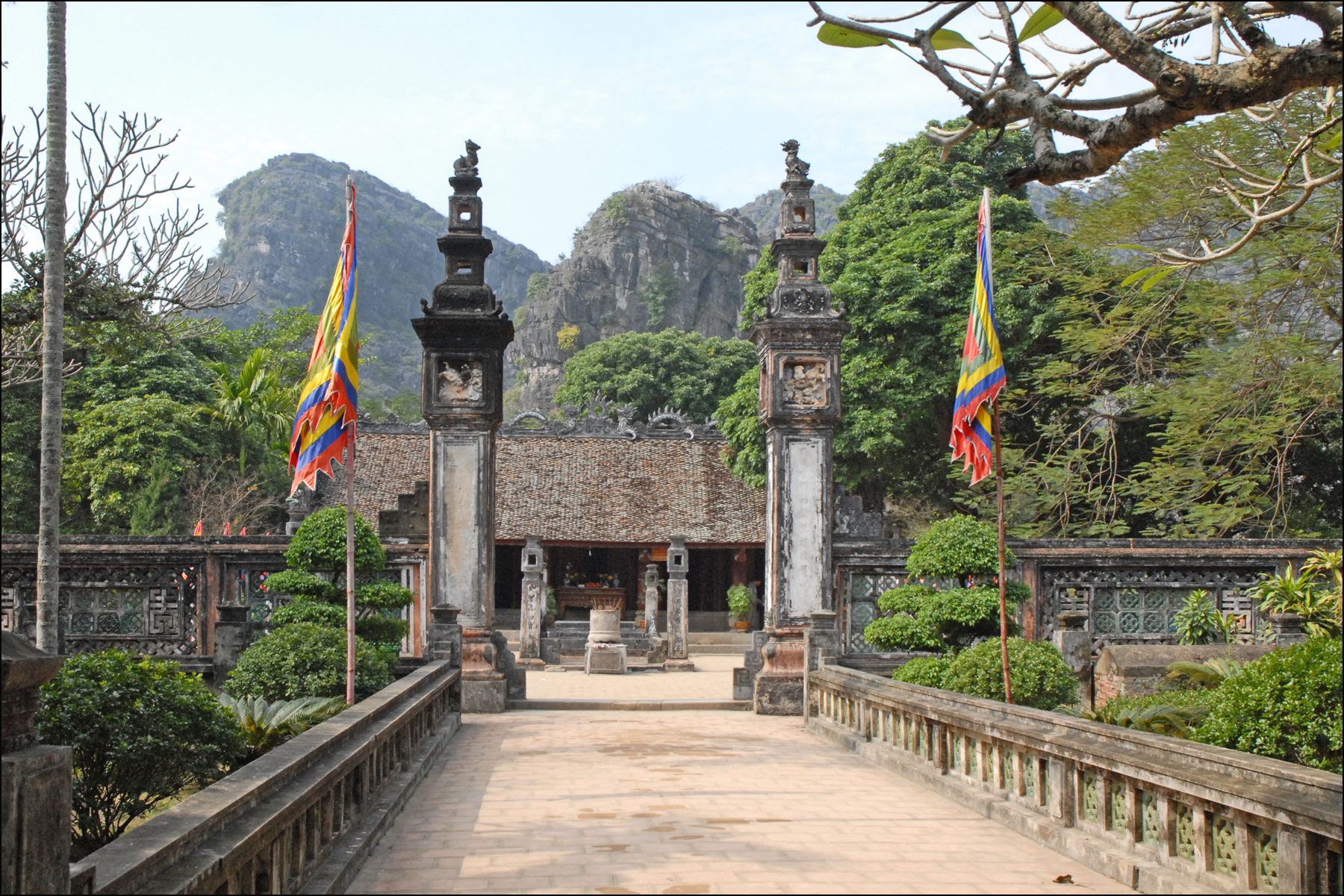
Hoa Lư - Capitale Impériale du Đại Cồ Việt

Le Đại Cồ Việt est créé en  968 par Đinh Bô Linh, premier Empereur ou fondateur de la dynastie des Đinh (968-980), dans la région du fleuve Rouge.
En 939, Ngô Quyền se proclama roi, installa sa capitale à Cổ Loa (ancienne capitale du IIIe siècle av. J.-C.), et institua un gouvernement centralisé. Ce fut le premier État vietnamien vraiment indépendant. Des seigneurs féodaux détenaient chacun une région. À la mort de Ngô Quyền en 944, douze seigneurs se partagèrent le pays et s'entre-déchirèrent.
Partant de Hoa Lu (province actuelle de Ninh Binh), Đinh Bô Linh les défit successivement et en 967 unifia le pays.
En 968, il se proclama roi et donna au pays le nom de Đại Cồ Việt, établit sa Capitale à Hoa Lu, réorganisa l'armée et l'administration prit comme conseillers des moines bouddhiques réputés.
Malheureusement, la Dynastie Song est arrivée au pouvoir en Chine et avait fermement l'intention d'envahir une fois de plus le Vietnam, déjà attaqué au Sud par les chams : Đinh Bô Linh fut assassiné en 979.
Un général de valeur Lé Hoan fut appelé, en 981 il battit les chinois. Puis en 982, il envahit le Champā et la capitale Indrapura.
Après cette période, un état indépendant et stable s'installa.
C'est dans ces conditions, qu'en 1009, la dynastie des Lý monta au pouvoir.
Le début de dynastie Lê (Vietnamien: Nhà Tiền Lê; Hán Nôm; prononcé [ɲâː tjə̂n le]) fut une dynastie qui gouverna le Vietnam après la Dynastie Đinh et avant la Dynastie des Lý. 
La dynastie Lý gouverna pour un total de trois générations et fut célèbre pour avoir repoussé l'invasion chinoise de la Dynastie Song.

### Đại Việt
En 1054, Lý Thánh Tông troisième empereur de la dynastie Lý donna au Pays le nom de Đại Việt, auparavant le pays était baptisé Đại Cồ Việt depuis 968 et sa création par Đinh Bộ Lĩnh.
Jusqu'au XVe siècle, le Đại Việt coexiste avec le royaume du Champâ, au Sud. En 1400, Hô Quy Lý change le nom du pays en Đại Ngu. 
Après l'insurrection de Lam Sơn (1418-1427), en 1428, Lê Lợi rebaptise le pays Đại Việt, nom qui sera conservé jusqu'en 1802, date à laquelle Nguyễn Ánh se proclame empereur, prend le nom de Gia Long et unifie le pays sous le nom de Viêt Nam.

### les dynasties du Đại Cồ Việt (939-1009)
- dynastie Ngô (939-968)
- dynastie des Đinh (968-980) ;
- dynastie des Lê antérieurs (980-1009) ;

### Les dynasties du Đại Việt (1054-1400)
- dynastie des Lý (1009-1225) ;
- dynastie des Trân (1225-1400) ;
- dynastie des Hô (1400-1407) ;

### Domination de la dynastie chinoise Ming, Jiaozhi

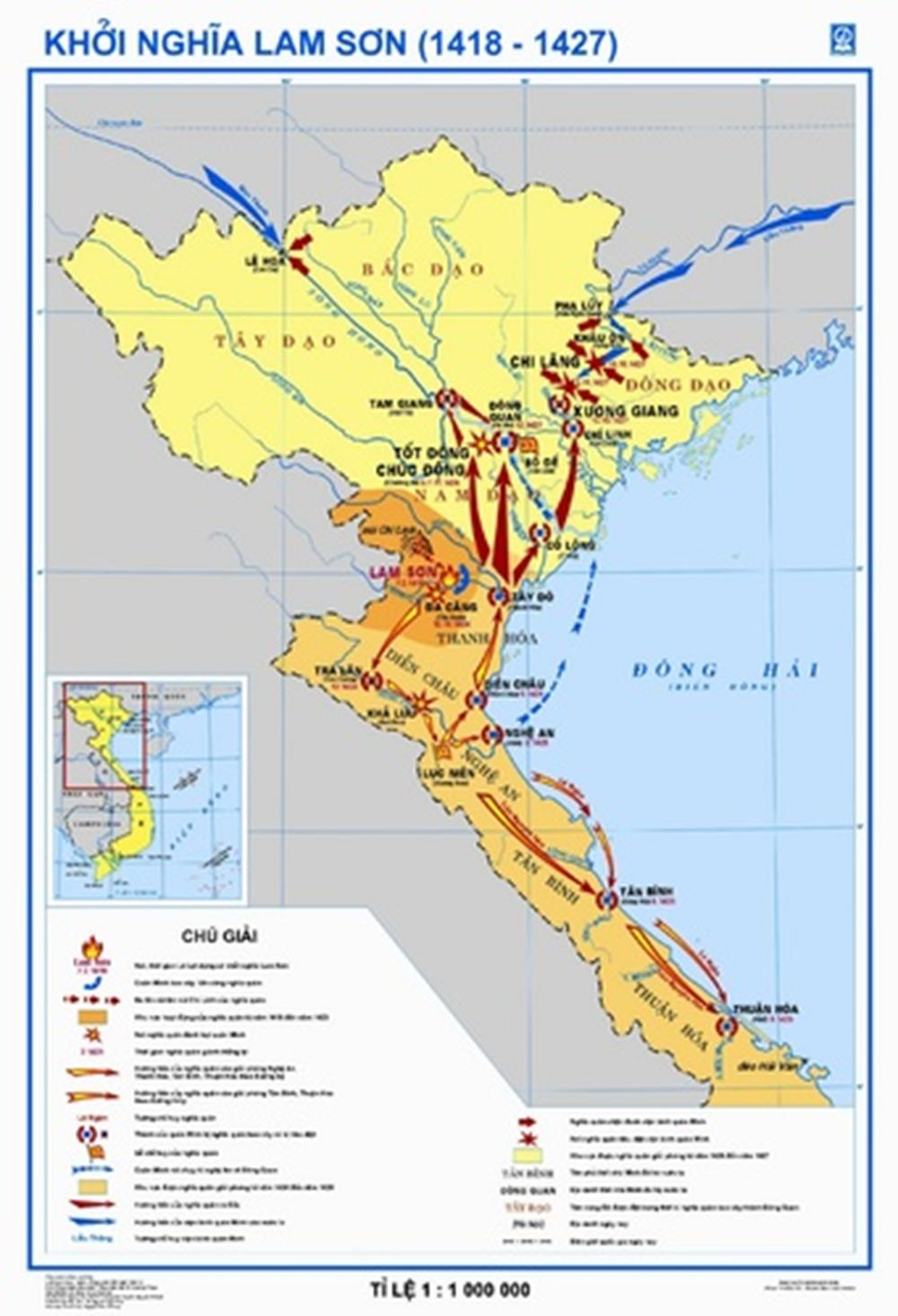
Guerre de libération (1426-1428)

- Dynastie des Trần postérieurs (1407-1428) ;

### Đại Việt2epériode(1428-1804)
Souveraineté retrouvée de l'Empire vietnamien
- dynastie des Lê postérieurs (1428-1527 et 1533-1788) ;
- dynastie des Mac (1527-1677) ;
- dynastie des Trịnh (1539-1786) ;
- dynastie des Tây Sơn (1778-1802).

### Fin du nom Đại Việt
- dynastie Nguyễn (1802-1883)